# Elaphidion pseudonomon
Elaphidion pseudonomon är en skalbaggsart som beskrevs av Ivie 1985. Elaphidion pseudonomon ingår i släktet Elaphidion och familjen långhorningar. Inga underarter finns listade i Catalogue of Life.